# Штеркман, Ицхок
Ицхок (Исаак) Штеркман, известный под литературным псевдонимом И. Б. Ципойр, или И. Б. Ципор, (идиш ד"ר י.-ב. ציפּור‎, первоначальная фамилия Штаркман; 20 января 1888, Фалешты, Белецкий уезд, Бессарабская губерния — 1942, Освенцим) — еврейский драматург, эссеист и педагог. Писал на идише.

## Биография
Родился в бессарабском местечке Фалешты в 1888 году. В 1892 году семья перебралась в Париж, где он получил школьное образование и окончил университет (доктор философии). Дебютировал философской эссеистикой на французском языке в 1908 году. В 1912 году поселился в Варшаве, где под влиянием И.-Л. Переца перешёл на идиш, в том же году опубликовав в местном еженедельнике «Ди идише вох» (Еврейская неделя) цикл из пятнадцати эссе под общим названием «Философские размышления». Одновременно работал учителем в еврейской школе Писал стихи, рассказы, эссе по искусству и литературе, главным образом под псевдонимом И.-Б. Ципойр..
В 1913 году отдельной книгой в Варшаве вышла его первая пьеса «Ди шхинэ ин голес» (вдохновение в изгнании), за которой последовали драмы «Ин Бавл» (в Вавилоне, драматическая поэма в стихах), «Ба ди тойерн» (У ворот, драматическая легенда в 4-х частях с прологом, 1922), «Нахес фун киндер» (счастье в детях, 1922), «Дер лигнер» (лгун, 1922). 11 января 1933 года в нью-йоркском Еврейском Художественном Театре Мориса Шварца дебютировала драматическая поэма в 3-х актах с прологом и 5 сценами «Восстание». Сборник пьес в переводе на иврит вышел в 1922 году в Тель-Авиве.
В 1928 году возвратился в Париж, откуда переехал в Бельгию (сначала в Брюссель, затем в Антверпен), где занимался организацией сети школ И.-Л. Переца и преподавал в них. Сотрудничал в газете «Белгише блэтэр» (Бельгийские листки).
После начала Второй мировой войны Ицхок Штеркман бежал из Брюсселя в Антверпен, где был арестован и интернирован в концентрационный отборочный лагерь, откуда в 1942 году депортирован в Освенцим.

## Семья
Старший брат — еврейский писатель Шмуэл Штеркман (1886, Фалешты — 4 ноября 1934, Париж), автор философской эссеистики, рассказов, в том числе книги «דער מעשוגענער דאָקטער עלדאַר: אַ סימבאָליש-מיסטישע דערצײלונג» (дэр мешугенэр доктэр эльдар — помешанный доктор Эльдар; символически-мистический рассказ, Варшава: А. Гитлин, 1914; под псевдонимом filius-hominis); писал также на французском языке (роман «Поверженные» под псевдонимом Сами Эжен).

## Книги
- די שכינה אין גלות (ди шхинэ ын голес — озарение в рассеянии). Мистерия в 5-ти частях. Варшава: типография Универсал, 1913; второе издание — Варшава: Алт-Юнг, 1923[10].
- אין בבל: דראַמאַטישע פּאָעמע אין פֿערזן (ын бавл — в Вавилоне). Драматическая поэма в стихах. Варшава: Ди Цайт, 1921.
- בײַ די טױערן (ба ди тойерн — у ворот). Драматическая легенда в 4-х частях с прологом. Варшава: Алт-Юнг, 1922[11].
- נחת פֿון קינדער: קינדער-שפּיל אין צװײ בילדער (нахэс фун киндэр — счастье в детях). Детская игра в двух картинках. Варшава: Фарлаг «Алт-Юнг», 1922[12][13].
- תיאטרון לבני הנעורים. Тель-Авив: Алтнайланд, 1922[14].
- דער ליגנער: קינדער-שפּיל אין צװײ בילדער (дэр лигнер — лгун). Детская игра в двух картинках. Варшава: Алт-Юнг, 1922[15][16].